# Mondgas
Mondgas is een water-lichtgas dat werd gebruikt voor de productie van ammoniak en als brandstof. Het gas is vernoemd naar de uitvinder Ludwig Mond.

## Geschiedenis
In de 19e en 20e eeuw was mondgas een bekend product, dat toepassing vond in de cokesovens en hoogovens van de ijzerindustrie.

## Samenstelling
Mondgas heeft een hoog gehalte aan waterstof, koolmonoxide, ammoniak en vluchtig teer, en heeft een specifieke energiewaarde van 800 tot 1500 kcal/m³ (3,3472 MJ/m³ tot 6,276 MJ/m³)